# Ghislain Sikandji
Ghislain Sikandji, né le 30 mars 1991, est un coureur cycliste camerounais.

## Biographie
Début 2015, il est sélectionné en équipe nationale du Cameroun pour participer à la Tropicale Amissa Bongo.

## Palmarès et résultats

### Palmarès par année
- 2013
  - Tour du Littoral Camerounais :
    - Classement général
    - 2e, 4e, 5e, 6e, 7e et 8e étapes
- 2014
  - 8e étape du Tour du Cameroun
- 2016
  - 3e du championnat du Cameroun sur route
- 2018
  - 8e étape du Tour du Cameroun

### Classements mondiaux
| Année           | 2014 |
| --------------- | ---- |
| UCI Africa Tour | 155e |